# Anisodes pulverulenta
Anisodes pulverulenta là một loài bướm đêm trong họ Geometridae.